# 6. pehotni polk (ZDA)
6. pehotni polk (angleško 6th Infantry Regiment; kratica 6th IR) je pehotni polk Kopenske vojske ZDA, ki je bil ustanovljen leta 1812 in je aktiven še danes.